# Alfara de Carles
Alfara de Carles település Spanyolországban, Tarragona tartományban. Alfara de Carles Aldover, Arnes, Terra Alta, Horta de Sant Joan, Roquetes, Tortosa, Paüls, Xerta és Beceite községekkel határos. Lakosainak száma 361 fő (2024).

## Népesség
A település népessége az elmúlt években az alábbi módon változott:
| Lakosok száma | 123  | 1000 | 809  | 614  | 426  | 360  | 398  | 395  | 377  | 361  |
|               | 1717 | 1900 | 1940 | 1960 | 1986 | 2005 | 2010 | 2014 | 2019 | 2024 |